# Birmingham Central Mosque

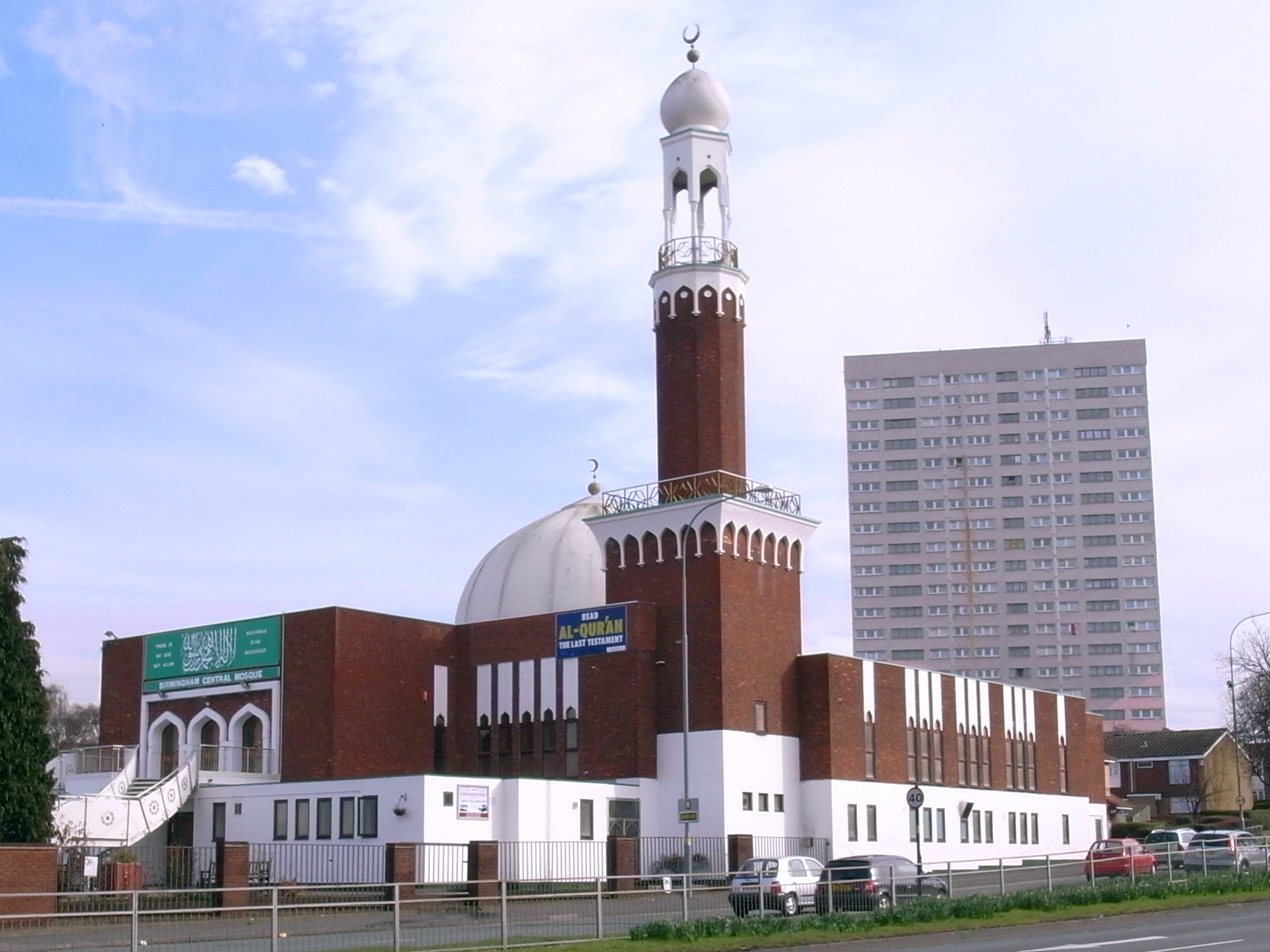
Zentralmoschee Birmingham

Die Birmingham Central Mosque ist eine Moschee in Birmingham (England), betrieben durch den „Birmingham Mosque Trust“ und eines der größten Islamzentren in Europa.
Bei Freitagsgebet sind regelmäßig zwischen 3.500 und 4.000 Gläubige anwesend, zum Fest des Fastenbrechens nehmen über 20.000 Gläubige an den Gottesdiensten teil.

## Geschichte
Nachdem das Geld für das Legen des Grundsteins zusammengekommen war, versiegten die Spendengelder. Die Stadt Birmingham drohte damit, das Land anderweitig zu verkaufen, sollte die Moschee nicht innerhalb von zwei Jahren fertiggestellt werden. Daraufhin wandte sich die Moscheestiftung (Birmingham Mosque Trust) sowohl an Muslime und Nicht-Muslime. Bald konnte genug Geld für den Bau zusammengebracht werden, und die Moschee wurde 1969 vollendet. Offiziell wurde die Moschee 1975 als „größte Moschee Westeuropas“ eröffnet.